# Episodi di Beavis and Butt-head (quarta stagione)
La quarta stagione della serie televisiva Beavis and Butt-head, composta da 32 episodi, è stata trasmessa negli Stati Uniti, da MTV, dal 14 marzo al 19 luglio 1994.
In Italia è stata trasmessa dal 1994 (sottotitolata) su MTV Europe e dal 1999 (doppiata) su MTV.  La quarta stagione è stata trasmessa in prima visione a cavallo tra la fine del 1999 e la prima metà del 2000. L'ordine di tramissione italiano differisce da quello americano. L'episodio "Trouble Urinating" è inedito in Italia. 
Il doppiaggio italiano è stato eseguito da Faso e Elio, rispettivamente nei ruoli di Beavis e Butt-head.
| nº | Titolo originale                             | Titolo italiano                  | Prima TV USA   | Prima TV Ita          |
| -- | -------------------------------------------- | -------------------------------- | -------------- | --------------------- |
| 1  | Wall of Youth                                | Il muro della gioventù           | 14 marzo 1994  | ?                     |
| 2  | Cow Tipping                                  | Ribalta la mucca                 | 15 marzo 1994  | 5 agosto 2025         |
| 3  | Trouble Urinating                            |                                  | 17 marzo 1994  | Probabilmente inedito |
| 4  | Rabies Scare                                 | La rabbia                        | 18 marzo 1994  | ?                     |
| 5  | They're Coming to Take Me Away, Huh Huh      | Psichiatria                      | 21 marzo 1994  | ?                     |
| 6  | Jump!                                        | Buttati!                         | 24 marzo 1994  | ?                     |
| 7  | Pumping Iron                                 | Body building                    | 28 marzo 1994  | ?                     |
| 8  | Let's Clean it Up                            | Igiene personale                 | 31 marzo 1994  | ?                     |
| 9  | 1-900-BEAVIS                                 | 166 BEAVIS                       | 4 aprile 1994  | ?                     |
| 10 | Water Safety                                 | Lezioni di salvataggio           | 7 aprile 1994  | ?                     |
| 11 | Blackout!                                    | Black-out                        | 11 aprile 1994 | ?                     |
| 12 | Late Night with Butt-head                    | Lo show                          | 14 aprile 1994 | ?                     |
| 13 | The Final Judgement of Beavis                | Il giorno del giudizio di Beavis | 18 aprile 1994 | ?                     |
| 14 | Pool Toys                                    | Una giornata in piscina          | 21 aprile 1994 | ?                     |
| 15 | Madame Blavatsky                             | Madame Blavatsky                 | 25 aprile 1994 | ?                     |
| 16 | Beavis and Butt-head's Island                | L'isola di Beavis e Butthead     | 28 aprile 1994 | ?                     |
| 17 | Figure Drawing                               | Lezioni di disegno               | 2 maggio 1994  | ?                     |
| 18 | Date Bait                                    | L'esca dell'appuntamento         | 5 maggio 1994  | ?                     |
| 19 | Butt Is It Art?                              | Nudi d'arte                      | 9 maggio 1994  | ?                     |
| 20 | Right On                                     | Ben detto!                       | 12 maggio 1994 | ?                     |
| 21 | Manners Suck                                 | Le buone maniere, che merda!     | 21 maggio 1994 | ?                     |
| 22 | The Pipe of Doom                             | Il tubo del destino              | 21 maggio 1994 | ?                     |
| 23 | Safe Driving                                 | Scuola guida                     | 11 luglio 1994 | ?                     |
| 24 | Mr Anderson's Balls                          | Le palle di Anderson             | 11 luglio 1994 | ?                     |
| 25 | Patients Patients                            | Dei bravi pazienti               | 12 luglio 1994 | ?                     |
| 26 | Teen Talk                                    | In TV                            | 12 luglio 1994 | ?                     |
| 27 | Crisis Line                                  | Telefono amico                   | 13 luglio 1994 | ?                     |
| 28 | Beavis and Butt-head vs. the Vending Machine | Il distributore                  | 13 luglio 1994 | ?                     |
| 29 | Generation in Crisis                         | Disadattati                      | 14 luglio 1994 | ?                     |
| 30 | Radio Sweethearts                            | La radio del cuore               | 14 luglio 1994 | ?                     |
| 31 | The Great Cornholio                          | Il grande Cornolio               | 15 luglio 1994 | ?                     |
| 32 | Liar! Liar!                                  | Bugiardo! Bugiardo!              | 15 luglio 1994 | ?                     |

## Il muro della gioventù
L'ultima impresa dei due reclutati dalla comunità di Clark Cobb.

### Video musicali
- Bell Biv DeVoe – "Gangsta"
- Death – "The Philosopher"
- Vixen – "Edge of a Broken Heart"

## Ribalta la mucca
Beavis e Butt-head tenteranno di ribaltare una mucca, ma Beavis finirà per essere schiacciato dalla mucca e verrà quasi ucciso da un contadino pazzo.

### Video musicali
- Men Without Hats – "The Safety Dance"
- Fu-Schnickens with Shaquille O'Neal – "What's Up Doc? (Can We Rock)"
- Violent Femmes – "Nightmares"

## Trouble Urinating
Beavis e Butt-head entrano in bagno per pisciare e si dimenticano come urinare, e il Coach Buzzcut li aspetta fino a perdere la pazienza.

### Video musicali
- Michael Bolton – "How Am I Supposed to Live Without You"
- The Reverend Horton Heat – "Wiggle Stick"
- The Rolling Stones – "Emotional Rescue"
- Slayer – "Seasons in the Abyss"

## La rabbia
Beavis viene morso da un cane potenzialmente rabbioso.

### Video musicali
- Missing Persons – "Words"
- Faith No More – "Easy"
- Public Image Ltd – "The Body"
- Biohazard and Onyx – "Judgment Night"

## Psichiatria
Beavis e Butt-head visitano una scuola per psichiatri.

### Video musicali
- The Smashing Pumpkins – "Today"
- Salt-n-Pepa – "Shoop"
- Gwar – "Jack the World"

## Buttati!
La visita di Beavis e Butt-head in una banca assume una svolta drammatica.

### Video musicali
- Ozzy Osbourne – "Shot in the Dark"
- Lou Reed – "No Money Down"
- Crowbar – "All I Had (I Gave)"

## Body building
Beavis e Butt-head vanno in una palestra con prova gratuita.

### Video musicali
- Midi, Maxi & Efti – "Bad Bad Boys"
- Overkill – "Hello From The Gutter"
- My Life with the Thrill Kill Kult – "Blue Buddha"
- Lenny Kravitz – "Is There Any Love in Your Heart"

## Igiene personale
Beavis e Butt-head vengono inviati dall'ufficio dell'infermiera per la loro scarsa igiene.

### Video musicali
- Frank Sinatra with Bono – "I've Got You Under My Skin"
- Doug E. Fresh – "I-ight (Alright)"
- Melvins – "Hooch"

## 166 BEAVIS
Beavis e Butt-head contattano un numero di sesso telefonico e poi tentano di impostare un proprio servizio.

### Video musicali
- Eve's Plum – "Blue"
- Barry White – "Put Me in Your Mix"
- Low Pop Suicide – "Kiss Your Lips"

## Lezioni di salvataggio
Le lezioni del Coach Buzzcut sono messe in pericolo dall'inettitudine del duo.

### Video musicali
- Curve – "Missing Link"
- Carnival Art – "Mr. Blue Veins"
- R.E.M. – "Nightswimming"

## Black-out
Highland è colpita da un black-out e Beavis e Butt-head vanno in giro per la città in cerca un televisore funzionante.

### Video musicali
- Radiohead – "Creep"
- Morrissey – "November Spawned a Monster"

## Lo show
Butt-head, ispirandosi a David Letterman, ottiene la possibilità di essere ospitato dal suo talk show sul suo canale televisivo.

### Video musicali
- Grim Reaper – "See You In Hell"
- Donny Osmond – "Sacred Emotion"
- Greta – "Fathom"

## Il giorno del giudizio di Beavis
Beavis ha una esperienza di pre-morte, dopo aver colpito un muro e incontra San Pietro, che non è molto soddisfatto delle azioni di Beavis mentre viveva sulla Terra.

### Video musicali
- Gary Numan – "Cars"
- Frank Black – "Los Angeles"
- Tom Waits – "I Don't Wanna Grow Up"

## Una giornata in piscina
Mr. Anderson assume Beavis e Butt-head per aiutarlo a costruire una piscina. Tutti e tre di loro hanno i loro problemi, quando i piani vanno a monte. (Nota: Verso la fine della puntata, Butt-head è sentito chiamare Beavis "Beavist.")

### Video musicali
- Sagat – "Why Is It? (Funk Dat)"
- Ēbn-Ōzn – "AEIOU Sometimes Y"
- Anthrax – "Hy Pro Glo"

## Madame Blavatsky
Il duo visita una sensitiva (che in realtà usa una lettura di tecniche a freddo), ma Beavis vede tutto.

### Video musicali
- Metallica – "For Whom the Bell Tolls"
- Nina Hagen – "Herrmann hieß er"
- Donald Fagen and Walter Becker – "Snowbound"

## L'isola di Beavis e Butthead
Beavis e Butt-head rimangono intrappolati nell'isola di una fontana al centro commerciale pensando di essere bloccati.

### Video musicali
- Whale – "Hobo Humpin' Slobo Babe"
- The Cure – "The Caterpillar"
- Beck – "Pay No Mind (Snoozer)"

## Lezioni di disegno
I due prendono come compito d'arte un nudo femminile, attraendo la loro attenzione, quindi inorriditi da un modello maschio.

### Video musicali
- Nine Inch Nails – "March of the Pigs"
- Dick Dale – "Nitro"
- Superchunk – "Package Thief"

## L'esca dell'appuntamento
Beavis e Butt-Head per vedere un film si fanno truffare da due ragazze, poi, senza successo, tentano di intrufolarsi.

### Video musicali
- Bryan Adams, Rod Stewart, and Sting – "All for Love"
- Primus – "DMV"
- Morbid Angel – "God of Emptiness"
- Green Apple Quick Step – "Dirty Water Ocean"

## Nudi d'arte
Beavis e Butt-head vanno in gita scolastica in un museo d'arte.

### Video musicali
- Nirvana – "Heart-Shaped Box"
- Candyland – "Bitter Moon"
- Matthew Sweet – "Superdeformed"

## Ben detto!
Beavis e Butt-head appaiono sul "The Gus Baker Show" e rovinano sia lo spettacolo, sia la campagna presidenziale del processo.

### Video musicali
- Jawbox – "Savory"
- The Clash – "Should I Stay or Should I Go"
- Herb Alpert – "North on South St."

## Le buone maniere, che merda!
Un insegnante ospite tenta di insegnare alla classe di Van Driessen, le buone maniere. Beavis e Butt-head non capiscono a causa della loro natura rozza. Successivamente, useranno le loro "buone maniere" nel bagno della scuola.

### Video musicali
- Green Day – "Longview"
- Prong – "Snap Your Fingers, Snap Your Neck"
- Styx – "Too Much Time on My Hands"

## Il tubo del destino
Beavis e Butt-head rimangono appesi intorno ad un cantiere, dove Butt-head si blocca dentro e Beavis infine si blocca mentre soccorreva la sua stupida clientela.

### Video musicali
- En Vogue with Salt-n-Pepa – "Whatta Man"
- Mark O'Connor – "The Devil Comes Back to Georgia"
- Pantera – "I'm Broken"

## Scuola guida
Beavis e Butt-head assistono alle lezioni di educazione stradale con il Coach Buzzcut.

### Video musicali
- Shonen Knife – "Tomato Head"
- Alice Cooper – "Lost in America"
- Johnny Cash – "Delia's Gone"

## Le palle di Anderson
La confusione dei due in una partita a golf causa a Tom Anderson un bel profitto nel processo.

### Video musicali
- Primal Scream – "Rocks"
- Sonic Youth – "Bull in the Heather"
- KMFDM – "A Drug Against War"

## Dei bravi pazienti
Beavis e Butt-head vanno dall'optometrista e dall'odontoiatra, rispettivamente, e finiscono per litigare, dopo aver fatto arrabbiare i loro medici.

### Video musicali
- DJ Jazzy Jeff & The Fresh Prince – "I Wanna Rock"
- Kate Bush – "Love and Anger"

## In tivù
Beavis e Butt-head sono costretti ad andare in tv come punizione per atti vandalici contro una cerimonia di inaugurazione.

### Video musicali
- Cheap Trick – "Woke Up with a Monster"
- Meshell Ndegeocello – "If That's Your Boyfriend (He Wasn't Last Night)"
- George Thorogood and the Destroyers – "Bad to the Bone"

## Telefono amico
Beavis e Butt-head diventano accidentalmente volontari per fare parte di un corso di crisi adolescenziale.

### Video musicali
- Danzig – "Mother '93"
- James – "Say Something"
- Mutha's Day Out – "Locked"

## Il distributore
Beavis e Butt-head cercheranno di riparare un guasto meccanico in un distributore automatico.

### Video musicali
- Sweaty Nipples – "Demon Juice"
- Elton John and RuPaul – "Don't Go Breaking My Heart"
- Seaweed – "Kid Candy"
- Mötley Crüe – "Hooligan's Holiday"

## Disadattati
Beavis e Butt-head diventano protagonisti di un documentario di adolescenti.

### Video musicali
- Ramones – "Substitute"
- Blur – "Chemical World"
- Morphine – "Thursday"

## La radio del cuore
Beavis e Butt-head saranno ospitati come DJ radiofonici ma si faranno mandare via per il loro linguaggio scurrile.

### Video musicali
- Sonic Youth – "Dirty Boots"
- Soundgarden – "Spoonman"
- Greta – "Is It What You Wanted"

## Il grande Cornolio
Beavis mangia un anormale quantità di zucchero e si trasforma in un profeta iper-intenso del destino chiamato "Cornholio".

### Video musicali
- Sausage – "Riddles Are Abound Tonight"
- Danger Danger – "Naughty Naughty"
- Devo – "Whip It"

## Bugiardo! Bugiardo!
Il manager del Burger World fa un poligrafo test a Beavis e Butt-Head.

### Video musicali
- Maggie Estep – "Hey Baby"
- Rollins Band – "Liar"
- Helium – "XXX"